# Santa Cruz de Moncayo
Santa Cruz de Moncayo község Spanyolországban,  Zaragoza tartományban. Santa Cruz de Moncayo Torrellas, Tarazona, Grisel és Los Fayos községekkel határos. Lakosainak száma 124 fő (2024).

## Népesség
A település népessége az utóbbi években az alábbiak szerint változott:
| Lakosok száma | 118  | 118  | 125  | 131  | 133  | 137  | 121  | 130  | 125  | 124  |
|               | 2001 | 2004 | 2007 | 2009 | 2012 | 2014 | 2017 | 2019 | 2022 | 2024 |